# Walthourville (Géorgie)
Walthourville est une ville américaine située dans le comté de Liberty, en Géorgie. Selon le recensement de 2020, sa population est de 3 680 habitants.